# Ulrico III di Neuchâtel
Ulrico III di Neuchâtel, conte di Neuchâtel (Neuchâtel, 1175 – Neuchâtel, 20 giugno/30 dicembre 1225), è stato un nobile svizzero.

## Biografia
Ulrico III di Neuchâtel era figlio secondogenito di Ulrico II di Neuchâtel e di sua moglie, Berta di Granges. Egli fu co-reggente e poi titolare unico della Contea di Neuchâtel, conte di Fenis, d'Aarberg e di Strassberg, signore d'Arconciel-Illens e di Valangin.
Dopo la morte di suo padre, Ulrico III divenne co-reggente di Neuchâtel assieme al fratello Rodolfo II dal 1191 al 1196 e poi rimase in coreggenza con suo nipote Bertoldo I, figlio di Rodolfo II, dal 1196 sino al 1218 quando divenne l'unico conte reggente sino alla propria morte.
Nel 1170, l'imperatore Federico Barbarossa gli concesse il giudicato di Biel, carica che diventerà poi ereditaria per la sua casata. Il baliato di Biel comprendeva, oltre alla cittadina, anche la Val-de-Saint-Imier e la montagna di Diesse. Nel 1180 Ulrico III ricevette l'investitura di parecchi feudi nell'area tedesca da parte del vescovo di Losanna. Prese parte alla terza crociata dalla quale fece ritorno nel 1190. Nel 1198 Ruggero di Vico-Pisano, Vescovo di Losanna, concesse a Ulrico III il diritto di "battere moneta", diritto che i conti di Neuchâtel manterranno sino al 1225. Nel 1218, scambiò le signorie che possedeva sulla Saône con quelle della Val-de-Travers che riuscì ad erigere a baronìe.
Nel 1218, alla morte di Bertoldo V di Zähringen, allora reggente di Borgogna, tutti i feudatari dell'ex duca passarono di diritto al Sacro Romano Impero e pertanto, al fine di mantenere la propria indipendenza, Ulrico III rimasto ormai solo alla reggenza dei propri domini, predispose il necessario per far sì che anche l'imperatore gli confermasse la contea di Neuchâtel.

## Matrimonio e figli
Ulrico III sposò Gertrude e nel 1202, alla morte della prima moglie, si risposò con Yolande d'Urach. Da quest'ultima ebbe
- Rodolfo I di Neuchâtel-Nidau[3], signore di Nidau, conte di Neuchâtel,
- Ottone[3], (? - 1245), prevosto di Soletta[4],
- Bertoldo I di Neuchâtel-Strassberg[3], (? - 1270), signore di Valangin e Strasberg,
- Enrico[3], (? - 1º settembre 1274), canonico della cattedrale di Basilea nel 1234, arcidiacono a Basilea dal 1239 al 1259, arciprete a Basilea nel 1247-1248 e nel 1257, prevosto di Basilea dal 1259 al 1262, prevosto di Soletta dal 1246 al 1258, canonico a Soletta dal 1247, prevosto dell'Abbazia di Mourtier-Grandval dal 1249 al 1256, coadiutore del vescovo di Basilea dal 1261 e vescovo di Basilea dal 1262 al 1274 col nome di Enrico III di Neuenburg-Erguel
- Ulrico IV di Neuchâtel-Aarberg[3], (? - 1276), signore d'Aarberg e di Valangin, sposò Agnese di Montfaucon,
- Gertrude[5], (? - 1255/60), sposò Diethlem, conte di Toggenbourg,
- Figlia con nome sconosciuto[5], sposò Rodolfo I di Falkenstein,
- Figlia con nome sconosciuto[5], elle Corrado o Burcardo di Rothelin,
- Berta[5], (? - 1250), sposò Lutoldo VI di Regensburg e poi Simone di Grandson,
- Agnese[5], (? - 31 août 1263), spos Pierre de Grandson, detto "Perron".